# Djupfjärds naturreservat
Djupfjärds naturreservat är ett naturreservat i Tierps kommun i Uppsala län.
Området är naturskyddat sedan 2020 och är 136 hektar stort. Reservatet ligger på östra sidan av Hållnäshalvön och består av kalkrika skogar och sumpskogar.